# 하쿠치
하쿠치(일본어: 白雉, はくち)는 일본의 연호 중 하나이다. 이 시기에 일본 왕실이 수도를 나라에서 나니와(難波)로 이전하였다. 고토쿠 천황의 사망으로 슈초가 제정되는 686년까지 약 32년간 연호 사용이 중지되었다.
- 전후 : 다이카(大化) 이후 - 고토쿠 천황의 사망으로 사용 중지 - 슈초(朱鳥) 이전.
- 시기 : 650년 ~ 654년
- 천황 : 고토쿠 천황

## 개원
- 다이카 6년 2월 15일(율리우스력 650년 3월 22일)에 개원(改元)하여,
- 하쿠치 5년 10월 10일(율리우스력 654년 11월 24일) 고토쿠 천황이 사망함에 따라 사용이 중단되었다.

## 유래
650년 2월 9일, 아나토노쿠니(穴門国, 이후의 나가토노쿠니)의 고쿠시(国司)・구사카베노 시코후에게 하얀 꿩을 헌상받은 것을 기념하여 개원했다.

## 하쿠치 시기에 일어난 일
- 2년
  - 나니와나가라노토요사키노미야(難波長柄豊碕宮, 고대 일본의 궁전)로 본격 천도했다.
- 4년
  - 나카노오에 황자가 나라의 아스카노카와라노카리미야(飛鳥河辺行宮)로 행궁을 옮겼다.
  - 견당사가 당나라로 2차 파견되었다.
- 5년
  - 고토쿠 천황이 나니와 궁에서 사망하여 32년간 연호 사용이 중지되었다.

## 서력과의 대조표
| 하쿠치      | 원년       | 2년        | 3년        | 4년        | 5년        |
| ----------- | ---------- | ---------- | ---------- | ---------- | ---------- |
| 서기 (西紀) | 650년      | 651년      | 652년      | 653년      | 654년      |
| 간지 (干支) | 경술(庚戌) | 신해(辛亥) | 임자(壬子) | 계축(癸丑) | 갑인(甲寅) |

## 같이 보기
- 일본의 연호 일람

| 이전 다이카 | 일본의 연호 650년 ~ 654년 | 다음 사용 중단 (654년 ~ 686년) 슈초 (686년) |